# Пуншин
Пуншин (гал. Punxín, ісп. Pungín) — муніципалітет в Іспанії, у складі автономної спільноти Галісія, у провінції Оренсе. Населення — 861 осіб (2009).
Муніципалітет розташований на відстані близько 420 км на північний захід від Мадрида, 12 км на захід від Оренсе.
Муніципалітет складається з таких паррокій: Барбантес, Фреас, Оурантес, Пуншин, Віламоуре, Вілела.

## Демографія
Динаміка населення (INE ):

## Галерея зображень

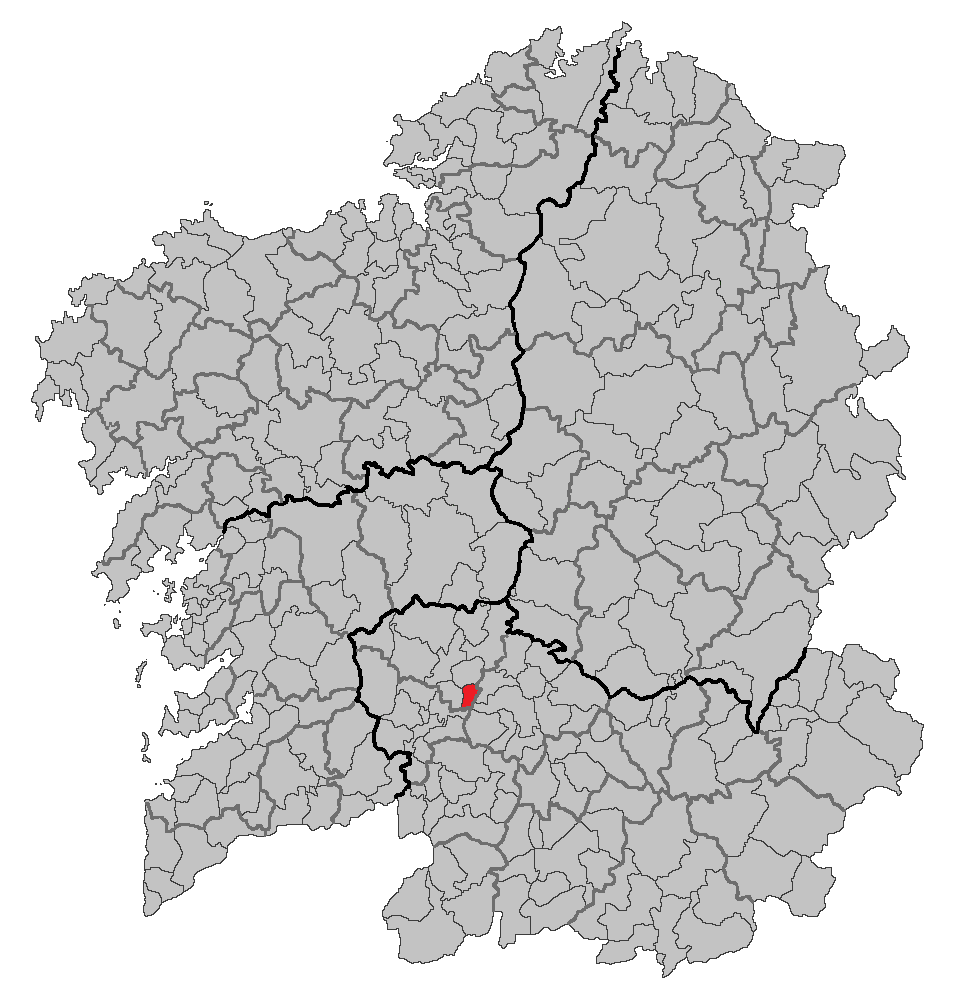
Розташування муніципалітету